# Polkovnik Taslakovo, Silistra
Polkovnik Taslakovo (în bulgară Полковник Таслаково, în trecut, Baharchioi) este un sat în comuna Dulovo, regiunea Silistra, Dobrogea de Sud, Bulgaria. Între anii 1913-1940 a făcut parte din plasa Accadânlar a județului Durostor, România.

## Demografie
La recensământul din 2011, populația satului Polkovnik Taslakovo era de 410 locuitori. Din punct de vedere etnic, majoritatea locuitorilor (91,7%) erau turci. Pentru 8,29% din locuitori nu este cunoscută apartenența etnică.

### Recensământul românesc din 1930
Componența etnică a comunei Baharchioi (județul Durostor)
     Români (1%)
     Bulgari (3,77%)
     Turci (93,97%)
     Tătari (1,26%)
Componența confesională a comunei Baharchioi
     Ortodocși (4,91%)
     Musulmani (95,09%)
Conform recensământului efectuat în 1930, populația comunei Baharchioi se ridica la 794 locuitori. Majoritatea locuitorilor erau turci (93,97%), cu o minoritate de români (1,0%), una de bulgari (3,77%) și una de tătari (1,26%). Din punct de vedere confesional, majoritatea locuitorilor erau musulmani (95,09%), dar existau și ortodocși (4,91%).